# Anodendron borneense
Anodendron borneense är en oleanderväxtart som först beskrevs av George King och Gamble, och fick sitt nu gällande namn av D.J. Middleton. Anodendron borneense ingår i släktet Anodendron och familjen oleanderväxter. Inga underarter finns listade i Catalogue of Life.